# Orchestra di Padova e del Veneto
L'Orchestra di Padova e del Veneto è un'orchestra italiana con sede nella città di Padova. Si è costituita nell'ottobre 1966 e, in oltre cinquant'anni di attività, si è affermata come una delle principali orchestre italiane nelle più prestigiose sedi concertistiche in Italia e all'estero.

## Storia
La direzione artistica e musicale dell’Orchestra è stata affidata a Claudio Scimone (dalla fondazione al 1983), Peter Maag (direttore principale, 1983-2001), Bruno Giuranna, Guido Turchi, Mario Brunello (direttore musicale, 2002-2003), Filippo Juvarra. Nel settembre 2015 Marco Angius ha assunto l'incarico di direttore musicale e artistico.
L'Orchestra ha dato, attraverso la propria produzione concertistica, un grande impulso alla vita musicale di Padova e del Veneto e, per questo impegno, è stata riconosciuta dallo Stato come l'unica Istituzione Concertistico - Orchestrale (I.C.O.) operante nel Veneto e le è stata riconosciuta nel 1994 la personalità giuridica da parte della Regione del Veneto.
L'Orchestra realizza oltre 120 concerti l'anno, con una propria stagione a Padova, concerti nella regione Veneto, in Italia per le maggiori Società di concerto e Festival, e tournée all'estero.
Nella sua lunga vita artistica l'Orchestra annovera collaborazioni con i nomi più insigni del concertismo internazionale tra i quali ricordiamo: Salvatore Accardo, Piotr Anderszewski, Martha Argerich, Vladimir Ashkenazy, John Barbirolli, Yuri Bashmet, Ian Bostridge, Julian Bream, Rudolf Buchbinder, Michele Campanella, Giuliano Carmignola, Riccardo Chailly, Claudio Desderi, Gianandrea Gavazzeni, Reinhard Goebel, Natal'ja Gutman, Zsolt Hamar, Angela Hewitt, Christopher Hogwood, Leōnidas Kavakos, Ton Koopman, Alexander Lonquich, Radu Lupu, Sir Neville Marriner, Mischa Maisky, Carl Melles, Viktoria Mullova, Anne-Sophie Mutter, Anton Nanut, Murray Perahia, Itzhak Perlman, Massimo Quarta, Jean-Pierre Rampal, Svjatoslav Richter, Mstislav Rostropovich, Nello Santi, Howard Shelley, János Starker, Richard Stoltzman, Henryk Szeryng, Uto Ughi, Sándor Végh, Thomas Zehetmair, Krystian Zimerman.
Nella Stagione 2015/2016, su ideazione di Marco Angius, l’OPV ha ospitato Salvatore Sciarrino come compositore in residenza realizzando il primo ciclo di Lezioni di suono, esperienza che si è poi rinnovata nelle Stagioni successive con Ivan Fedele, Giorgio Battistelli e Nicola Sani. Sempre nel 2016, l’esecuzione integrale delle Sinfonie di Beethoven dirette da Angius nell’ambito del “Ludwig Van Festival” è stata accolta da un eccezionale consenso di pubblico e di critica, confermato nel 2017 con l'integrale delle Sinfonie di Schubert.
Nelle ultime Stagioni si è distinta anche nel repertorio operistico, riscuotendo unanimi apprezzamenti in diversi allestimenti di Le nozze di Figaro, Don Giovanni, Così fan tutte e Il flauto magico di Mozart, Il barbiere di Siviglia, Il turco in Italia e Il Signor Bruschino di Rossini, L’elisir d’amore, Don Pasquale, Lucia di Lammermoor e Lucrezia Borgia di Donizetti, Rigoletto di Verdi, La voix humaine di Poulenc, La vedova allegra di Lehár, Il telefono di Menotti.
Negli ultimi anni l'Orchestra ha ampliato il proprio impegno in ambito educational, sviluppando programmi innovativi per il pubblico delle famiglie e dei bambini e percorsi di formazione dedicati alle scuole dell'infanzia.
L’Orchestra è protagonista di una nutrita serie di trasmissioni televisive per Rai 5 (tre cicli di Lezioni di suono, Inori Archiviato l'8 giugno 2020 in Internet Archive. di Stockhausen dalla Biennale di Venezia (concerto inaugurale del 61º Festival Internazionale di musica contemporanea 2017), Sconcerto di Battistelli con Elio dal Teatro Stabile del Veneto) oltre che di una vastissima attività discografica che conta più di 60 incisioni per le più importanti etichette.
È sostenuta da Ministero della cultura, Regione del Veneto, Provincia di Padova e Comune di Padova.
Recentemente, l'Orchestra di Padova e del Veneto diretta da Marco Angius è stata protagonista del Concerto per il "Giorno del Ricordo" 2020 in memoria delle vittime delle Foibe e dell’esodo giuliano-dalmata alla Cappella Paolina del Quirinale alla presenza del Presidente della Repubblica Italiana Sergio Mattarella. Il concerto è stato trasmesso in diretta televisiva e radiofonica su RAI 3 e RAI Radio 3.

## Discografia
- 1970 - Wolfgang Amadeus Mozart, Tre divertimenti K. 136-138, Eine Kleine Nachtmusik K. 525, Claudio Scimone, dir. (Ensayo)
- 1981 - Franz Joseph Haydn, Concerto per violoncello e orchestra in do maggiore H.VIIb.1, Concerto per violino e orchestra in do maggiore H.VIIa.1, Marco Scano, violoncello; Gonçal Comellas, violino; Claudio Scimone, dir. (Ensayo)
- 1987 - Wolfgang Amadeus Mozart, Sinfonia Concertante in mi b magg. K. 364, Concertone in do magg. K. 190, Franco Gulli, violino; Piero Toso, violino; Bruno Giuranna, viola; Bruno Giuranna, dir. (Claves Records) - 1 CD Premio: 4 compact
- 1987 - Arie d'opera. Arie da I Puritani, Tancredi, Anna Bolena, I Due Foscari, Guglielmo Tell, La Figlia del Reggimento, Chris Merritt, tenore; Michael Recchiuti, dir. (Bongiovanni) - Live-Recording Premio: Timbre d'argent - "Opera International"
- 1988 - Lipatti, Concertino op. 3, Marco Vincenzi, pianoforte; Gert Mediz, dir. (Dynamic)
- 1988 - Luigi Boccherini, Integrale 12 Concerti per violoncello e orchestra, David Geringas, violoncello; Bruno Giuranna, dir. (Claves Records) - 3 CD Premio: Grand Prix du Disque - Academie Charles Cros de Paris Ritmo di Madrid - 10 de Répetoire
- 1989 - Wolfgang Amadeus Mozart, I Concerti per violino e orchestra, Franco Gulli, violino; Bruno Giuranna, dir. (Claves Records) 2 CD Premio: 4 Diapason
- 1990 - Wolfgang Amadeus Mozart, Concerti per 2 pianoforti e orchestra K 365 e K 242; Fuga per 2 pianoforti K 426; Adagio e Fuga per archi K 546, Duo pianistico Crommelynck; Bruno Giuranna, dir. (Claves Records)
- 1991 - Wolfgang Amadeus Mozart, I Concerti per corno e orchestra, Bruno Schneider, corno; Bruno Giuranna, dir. (Claves Records)
- 1991 - Wolfgang Amadeus Mozart, Arie da concerto e Arie da opere, Natale De Carolis, baritono; Bruno Giuranna, direttore (Claves Records)
- 1991 - Pergolesi, Piccinni, Boccherini, Mercadante, Concerti italiani per flauto e orchestra, Peter-Lukas Graf, flauto; Bruno Giuranna, dir. (Claves Records)
- 1991 - Franz Joseph Haydn, Le Sette Ultime Parole di Cristo sulla Croce, Paul Angerer, dir. (Claves Records)
- 1992 - Wolfgang Amadeus Mozart, La Betulia liberata K 118, Ernesto Palacio, Gloria Banditelli, Lynda Russell, Petteri Salomaa, Caterina Trogu, Sabina Macculi, Coro del Centro Musica Antica di Padova diretto da Livio Picotti, Peter Maag direttore (Denon) 2 CD
- 1994 - Domenico Cimarosa, Le donne rivali, Alessandra Ruffini, Anna Rita Taliento, Emanuele Giannino, Bruno Lazzaretti, Bruno Praticò, Alberto Zedda direttore (Bongiovanni)
- 1994 - Ludwig van Beethoven, Ouverture in do minore op. 60 "Coriolano", W. A. Mozart, Sinfonia in do maggiore K. 551 "Jupiter", F. Mendelssohn-Bartholdy, Sinfonia n. 4 in la maggiore op. 90 "Italiana", J. S. Bach, Corale "Jesus bleibet mehine Frende" dalla Cantata BWV 147, W.A. Mozart, Fantasia in re min. K 397, F. Schubert, Momenti musicali n. 2, n. 3, n. 4, F. Chopin, Scherzo n. 3 op. 39; Notturno op. 15 n. 2; Notturno op. 48 n. 1; Polacca fantasia in la bem. magg. op. 61; Polacca in la bem. magg. op. 53, Kazimierz Morski direttore e pianoforte solista (La Nota Verde) 2 CD - Live recording
- 1995 - Domenico Dragonetti, Concerto per contrabbasso D290 e musica da camera, Ubaldo Fioravanti, contrabbasso; Teodora Campagnaro, violoncello; Claudio Martignon, dir. (Dynamic)
- 1996 - Johann Sebastian Bach, Concerti BWV 1054, BWV 1058, W.A. Mozart, Concerto K. 503, Sviatoslav Richter, Yuri Bashmet direttore (Teldec) - Live al Teatro Regio di Parma, 1993
- 1996 - Wolfgang Amadeus Mozart, Sinfonia K. 385 "Haffner"; Sinfonia K. 425 "Linz"; Sinfonia K. 504 "Praga"; Sinfonia K. 543; Sinfonia K. 550; Sinfonia K. 551 "Jupiter", Peter Maag direttore (ARTS) 2 CD
- 1996 - Ludwig van Beethoven, Integrale delle Sinfonie, Athestis Chorus, Bressan, Halgrimson, Engert, Vandersteene, Kunder, Peter Maag direttore (ARTS) 5 CD
- 1996 - Antonio Vivaldi, Concerto in re magg. op.X n.3 "Il Gardellino", G. Tartini, Concerto in la magg. D 96, Piero Toso violino principale e solista, Mario Folena flauto (Velut Luna) 1 CD "La Musica e le Arti" Premio: 4 compact
- 1996 - Antonín Dvořák, Serenata op. 22, Suite ceca op. 39; Notturno op. 40, David Golub direttore (Arabesque)
- 1996 - Giovanni Battista Viotti, Concerti per violino n. 4, n. 22 e n. 24, Mark Kaplan violino, David Golub direttore (Arabesque)
- 1996 - Gian Francesco Malipiero, Le Sette allegrezze d'amore, Quattro vecchie canzoni, L. Dallapiccola, Ciaccona, Intermezzo e Adagio, K.A. Hartmann, Concerto funebre, Mario Brunello violoncello, Mauro Loguercio violino, Gabriella Costa soprano, Maffeo Scarpis direttore (Fonit Cetra) 1 CD, n. 4 della serie "Isolamenti 1938 - 1945"
- 1996 - H. Krasa, Ouverture, Brundibar, P. Haas, Studio per orchestra d'archi, G. Klein, Partita per archi, V. Ulmann, Tre cori a tre arti su testi ebraici per voci bianche, Coro Mladinski Zbor RTV Slovenija, Nada Matosevic direttore (Nuova Fonit Cetra) 1 CD, n. 3 della serie "Isolamenti 1938 - 1945"
- 1997 - Jules Massenet, La dernier sommeil de la Vierge, Piero Toso violino principale e solista (Velut Luna) 1 CD "Musica '97"
- 1997 - Campagnoli, Concerto per violino op. 15; Concerto per flauto op. 3 n. 2; Sinfonia concertante per flauto, violino e orchestra, Mario Folena flauto, Francesco Manara violino, Giancarlo Andretta direttore (Dynamic)
- 1997 - Wolfgang Amadeus Mozart, Messa in do minore K. 427 "Grande Messa", Athestis Chorus, Filippo Maria Bressan, Lynda Russell, Mila Vilotjievic, James McLean, Eldar Aliev, Peter Maag direttore (ARTS)
- 1998 - Franz Joseph Haydn, L'Isola disabitata, Susanne Mentzer, Ying Huang, John Aler, Christopher Schaldenbrand, David Gulob direttore (Arabesque) 2 CD
- 1999 - Carl Maria von Weber, Concertino per clarinetto e orchestra op. 26; Concerto per clarinetto e orchestra n. 1 op. 73; Concerto per clarinetto e orchestra n. 2 op. 74., David Shifrin clarinetto, David Golub direttore (Delos)
- 1999 - Wolfgang Amadeus Mozart, Concerto n.20 in re minore K.466; Concerto n.19 in fa maggiore K. 459, Martha Argerich pianoforte, Alexandre Rabinovitch direttore e pianoforte solista (Teldec)
- 2000 - Rabinovitch, La Triade, per violino amplificato e orchestra, Yayoi Toda violino, Alexandre Rabinovitch direttore (Doron) 1 CD
- 2000 - Camille Saint-Saëns, Rondò capriccioso, G.Fauré, Pavane per orchestra, H.Vieuxtemps, Concerto n. 5 per violino e orchestra, Sonig Tchakerian violino, Bridget-Michaele Reischl direttore (Velut Luna), Speciale CD CLASSICA
- 2001 - Felix Mendelssohn, Concerto in mi minore op. 64 per violino e orchestra, Sinfonia n. 4 "Italiana", Domenico Nordio violino, Giancarlo Andretta direttore (Velut Luna), CD CLASSICA 1 CD
- 2002 - Franz Joseph Haydn, Concerto n. 1 in do maggiore per violino e orchestra, Concerto n. 3 in la maggiore per violino e orchestra, Concerto n. 4 in sol maggiore per violino e orchestra dal Concerto in si bem. magg. per violino e orchestra, Allegro molto, Sonig Tchakerian violino e direttore (ARTS)
- 2002 - Wolfgang Amadeus Mozart, Concerto n. 27 in si bem. magg. per pianoforte e orchestra K 595, Concerto n. 9 in mi bemolle magg. per pianoforte e orchestra K 271 "Jeunehomme", Jean-Marc Luisada pianoforte, Paul Meyerdirettore (BMG) France
- 2002 - Franz Joseph Haydn, Concerto n. 11 in re maggiore per pianoforte e orchestra Hob.XVIII.11, Sonata n. 13 in sol maggiore "Partita per cembalo solo" HobXVI:6 Fantasia-Capriccio in do maggiore Hob.XVII:4, Andante e Variazioni in fa minore Hob.XVII:6, Jean-Marc Luisada pianoforte, Paul Meyer direttore (BMG)France
- 2002 - Wolfgang Amadeus Mozart, Concerto n. 20 in re min. K.466; Concerto n. 25 in do magg. K. 503, Martha Argerich pianoforte, Sviatoslav Richter pianoforte, Alexandre Rabinovitch direttore Yuri Bashmet direttore - (Warner Classics), (Warner Music) UK 1 CD
- 2004 - Wolfgang Amadeus Mozart, Concerto n. 17 in sol maggiore per pianoforte e orchestra K 453, Concerto n. 20 in re minore per pianoforte e orchestra K 466, Vladimir Ashkenazy pianoforte e direttore (Octavia Records), Japan 1 CD
- 2004 - Wolfgang Amadeus Mozart, Sinfonia n. 40 K 550, Sinfonia n. 41 K 551 "Jupiter", Peter Maag direttore (ARTS)
- 2004 - Wolfgang Amadeus Mozart, Sinfonia n. 38 K 504 "Prague", Sinfonia n. 39 K 543, Peter Maag direttore (ARTS)
- 2004 - Wolfgang Amadeus Mozart, Sinfonia n.32 K. 318, Sinfonia n. 35 K 385 "Haffner", Sinfonia n. 36 K 425 "Linz", Peter Maag Direttore (ARTS)
- 2004 - Wolfgang Amadeus Mozart, Sinfonia n.31 K. 297 "Paris", Sinfonia n. 33 K 319, Sinfonia n. 34 K 338, Peter Maag direttore (ARTS)
- 2005 - Felix Mendelssohn, Concerto per violino e orchestra d'archi, Concerto per violino, pianoforte e orchestra d'archi, Domenico Nordio violino, Roberto Prosseda pianoforte, Pier Carlo Orizio direttore - (Paragon per Amadeus)
- 2006 - Samuel Barber, Concerto per violino e orchestra op. 14, Bernstein, Serenade dal “Simposio” di Platone per violino, orchestra d'archi, arpa e percussioni, Sonig Tchakerian violino - (Paragon per Amadeus)
- 2007 - Ermanno Wolf-Ferrari, Idillio-Concertino op. 15, Suite-Concertino op. 16, Concertino op. 34, Diego Dini Ciacci oboe, Zsolt Hamar direttore (cpo)
- 2007 - Fryderyk Chopin, Concerto n. 2 per pianoforte e orchestra, Leonora Armellini pianoforte, Anton Nanut direttore - (Velut Luna)
- 2008 - Naumann, La Passione di Gesù Cristo, Azione sacra in due parti su libretto di Pietro Metastasio, Coro La Stagione Armonica, Monica Bragadin, Makoto Sakurada, Raffaele Giordani, Alfredo Grandini, Sergio Balestracci direttore (cpo) 2 CD
- 2009 - Wolfgang Amadeus Mozart, Concerti per pianoforte e orchestra K 413, K 414 e K 449, Piero Toso violino principale e concertatore, François-Joël Thiollier pianoforte (Multigram) 1 DVD+CD
- 2010 - Pëtr Il'ič Čajkovskij, Concerto op. 35 per violino e orchestra, Haydn, Sinfonia n. 47, Christian Joseph Saccon violino, Maffeo Scarpis direttore (Wide Classique)
- 2013 - Michele dall'Ongaro, Checkpoint, Marco Angius direttore (Stradivarius)
- 2015 - Johann Sebastian Bach / Heinrich Scherchen, L'Arte della Fuga, Marco Angius direttore (Stradivarius, 2 CD)
- 2016 - Luigi Dallapiccola, Camillo Togni, An Mathilde, Livia Rado soprano, Aldo Orvieto pianoforte, Marco Angius direttore (Stradivarius)
- 2017 - Franco Donatoni, Abyss,  Kataryna Otczyk mezzosoprano, Mario Caroli flauti, Francesco Antonioni lettore, Marco Angius direttore (Stradivarius)
- 2017 - Salvatore Sciarrino, Altri volti e nuovi 1 e 2, Livia Rado soprano, Cristina Zavalloni mezzosoprano, Marco Angius direttore (Decca Italia, 2 CD)
- 2018 - Niccolò Castiglioni, Fantasia concertata, Gorgheggio, Fiori di ghiaccio, Movimento continuato, Quodlibet, Marco Angius direttore (Stradivarius)
- 2019 - Wolfgang Amadeus Mozart, I concerti per violino e orchestra, Sonig Tchakerian violino solista e concertatore (Universal Music Italia, 2 CD)
- 2021 - Nicola Sani, Tempestate, (world premiere recordings) Alvise Vidolin live electronics, Marco Angius direttore (Stradivarius)
- 2021 - Richard Wagner, Wesendonck-Lieder, Siegfried-Idyll, Träume, Salvatore Sciarrino,Languire a Palermo, Sara Mingardo contralto, Massimo Quarta violino, Marco Angius Direttore (Brilliant Classics)